# Bazegney
Bazegney é uma comuna francesa na região administrativa do Grande Leste, no departamento de Vosges. Estende-se por uma área de 5.81 km², e possui 111 habitantes, segundo o censo de 2018, com uma densidade de 19 hab/km².